# Josephus Nicolaus Laurenti
Josephus Nicolaus Laurenti (Vienna, 4 dicembre 1735 – Vienna, 17 febbraio 1805) è stato un biologo austriaco di origini italiane.

## Biografia
Laurenti pubblicò nel 1768 Specimen Medicum, Exhibens Synopsin Reptilium Emendatam cum Experimentis circa Venena, dissertazione sulla funzione velenosa di rettili e anfibi. Questo fu un importante libro di erpetologia, definendo oltre trenta generi di rettili e anfibi, contro gli appena nove generi descritti da Linneo nel suo Systema Naturae del 1758 .